# Костимограф
Костимограф је врстан познавалац стилова и начина облачења у различитим временским раздобљима. Он црта костиме за позориште или филм те надгледа њихову израду.
Костимограф израђује скице за одела и односи их у кројачку радионицу, обућарску, модестерај или фризерску радионицу. У реализацију костима укључено је више са којима сарађује и води рачуна да је све по скици и по договору. Често костимограф шије, фарба и води рачунима о детаљима и прави разне апликације, аксесоаре и маске на основу скице.
Цртање и креирање костима за потребе сценске уметности назива се костимографија.
Током касног 19. века менаџери компанија у САД обично бирају костиме за представу. Многи су извучени из куће за изнајмљивање; неколицина је дизајнирана. Иако су признати дизајнери у другим позоришним дисциплинама, мало ко се специјализовао за костиме. Неколико њих су били Caroline Siedle, C. Wilhelm, Percy Anderson, and Mrs. John Alexander.  Понекад су чак и добијали кредит на насловној страни playbill плаибоула, а не на полеђини. .
У 20. веку дизајнери филмских костима попут Edith Head и Adrian постали су познати. Касније, они који раде на телевизији попут Nolan Miller (Dynasty), Janie Bryant (Mad Men), и Patricia Field (Sex and the City)постају све истакнутији, неки постају аутори и имају сопствене линије одеће и накита.